# Rândunică cu coadă lungă
Rândunica cu coadă lungă (Hirundo smithii) este o specie de pasăre din familia Hirundinidae. Are două subspecii: H. s. smithii, care apare în toată Africa, și H. s. filifera, care se găsește în sudul și sud-estul Asiei. Numele genului Hirundo este cuvântul latin pentru rândunică. Numele speciei smithii îl comemorează pe Christen Smith, un botanist și geolog norvegian.

## Taxonomie și sistematică
Rândunica cu coadă lungă este un membru al genului Hirundo, un grup cosmopolit de „rândunele de hambar”. Are două subspecii:
- H. s. smithii a fost descrisă pentru prima dată de William Elford Leach și KD Koenig în 1818.[5] Cunoscută drept rândunica africană cu coadă lungă, se găsește în toată Africa.[4]
- H. s. filifera a fost descrisă pentru prima dată de Stephens în 1826.[5] Cunoscută drept rândunica asiatică cu coadă lungă, se găsește în sudul și sud-estul Asiei.[4]

## Descriere
Rândunica cu coadă lungă este o rândunică mică, care măsoară 18 cm în lungime. Are părți superioare de un albastru strălucitor, părți inferioare de un alb strălucitor și o calotă castanie. Păsărilor imature le lipsesc firele de coadă și au calotele maro șters (mai degrabă decât castaniu). Specia este numită după penele foarte lungi filamentoase ale cozii exterioare, care se îndreaptă în spate ca două fire. Sexele sunt asemănătoare ca aspect, dar femela are „fire” mai scurte. Puii au coroana, spatele și coada maro. Forma asiatică, H. s. filifera , este mai mare și cu coadă mai lungă decât H. s. smithii africană.

## Stil de viață
Această pasăre trăiește lângă apă și locuințe umane. Rândunelele cu coadă lungă sunt zburătoare rapide și, în general, se hrănesc cu insecte, în special cu muște. Ele sunt de obicei văzute zburând jos deasupra apei, zone cu care este mai strâns asociată decât majoritatea rândunelelor.

## Galerie

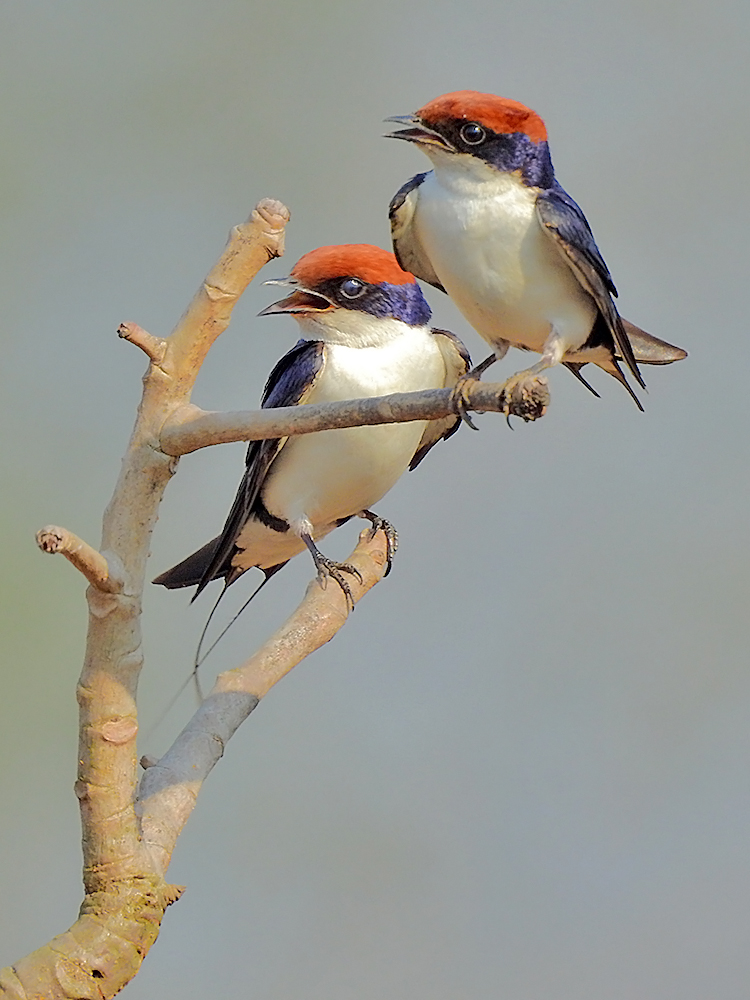
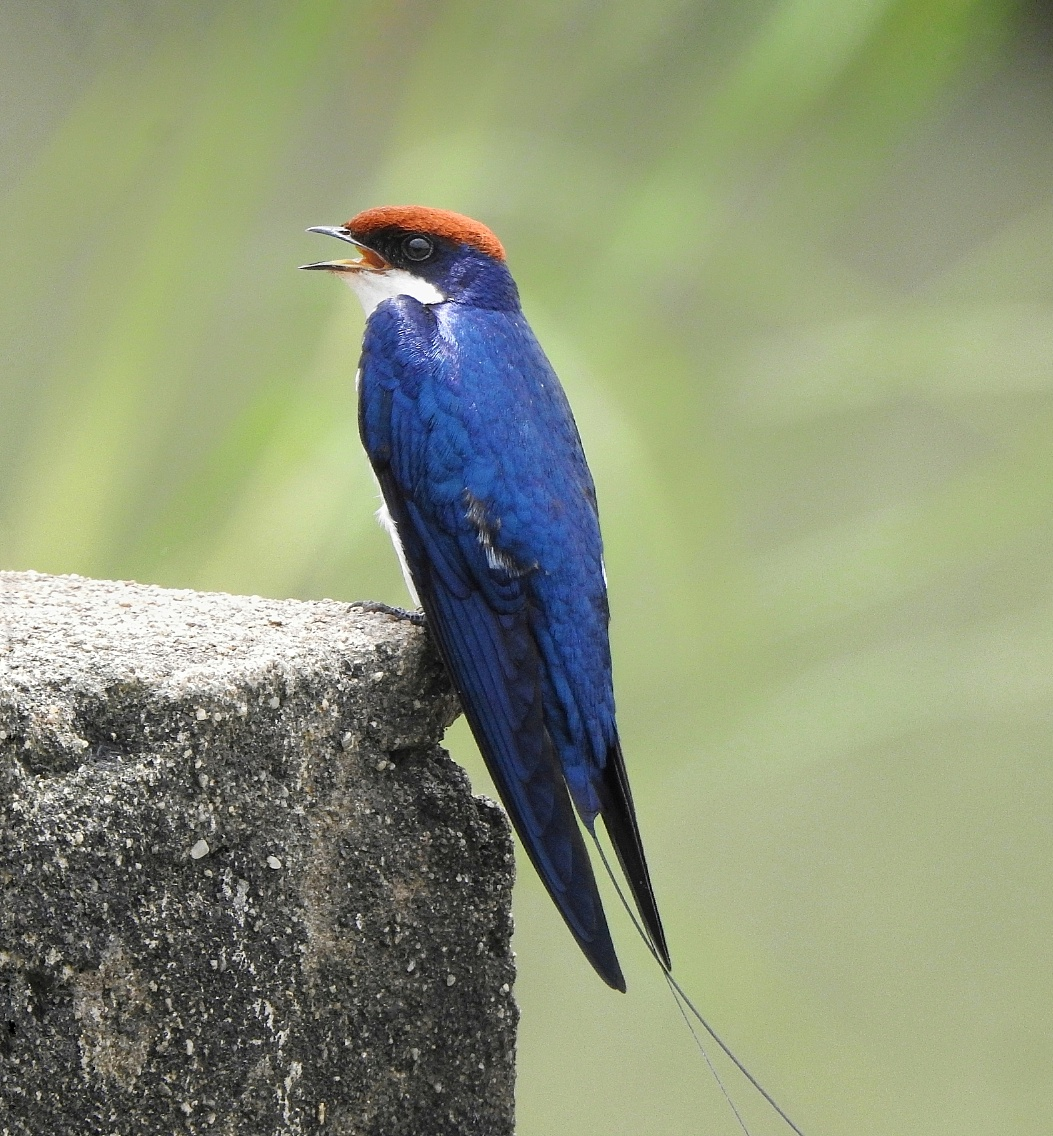
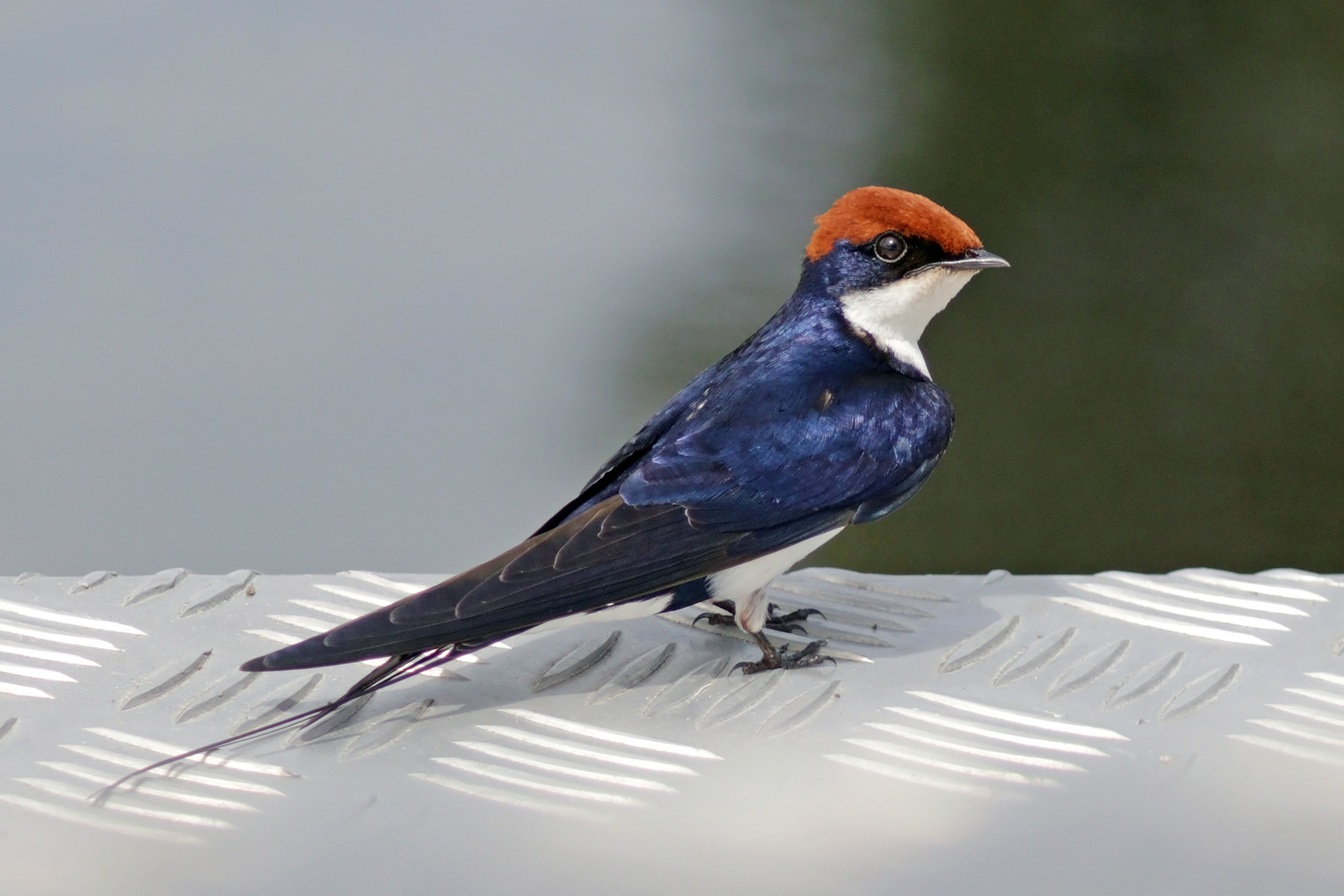
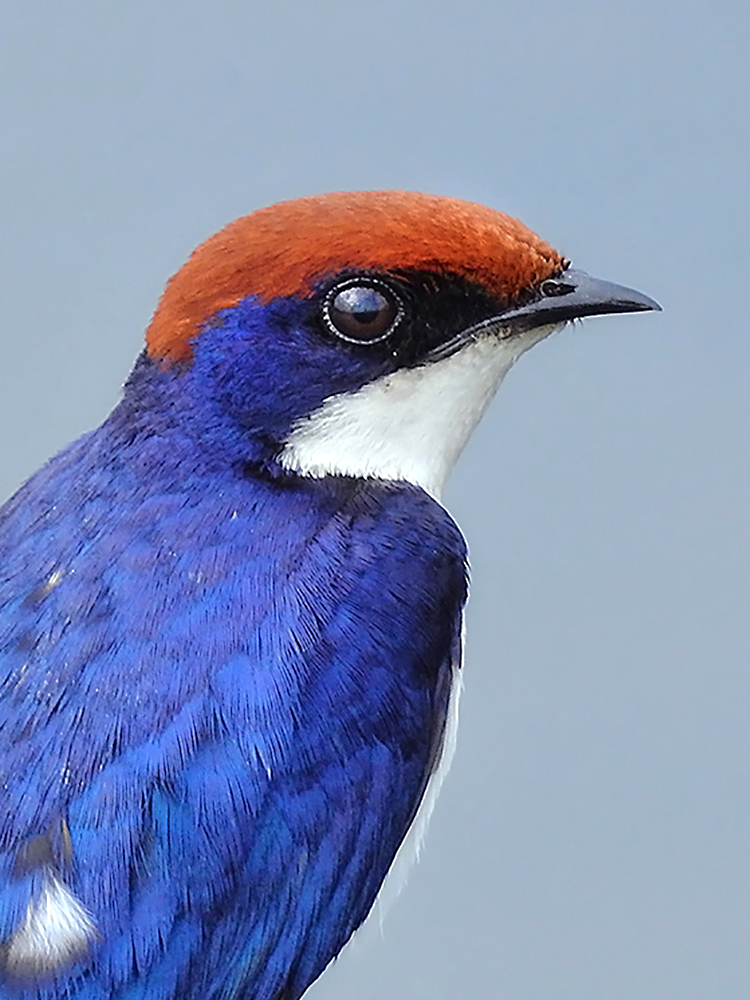
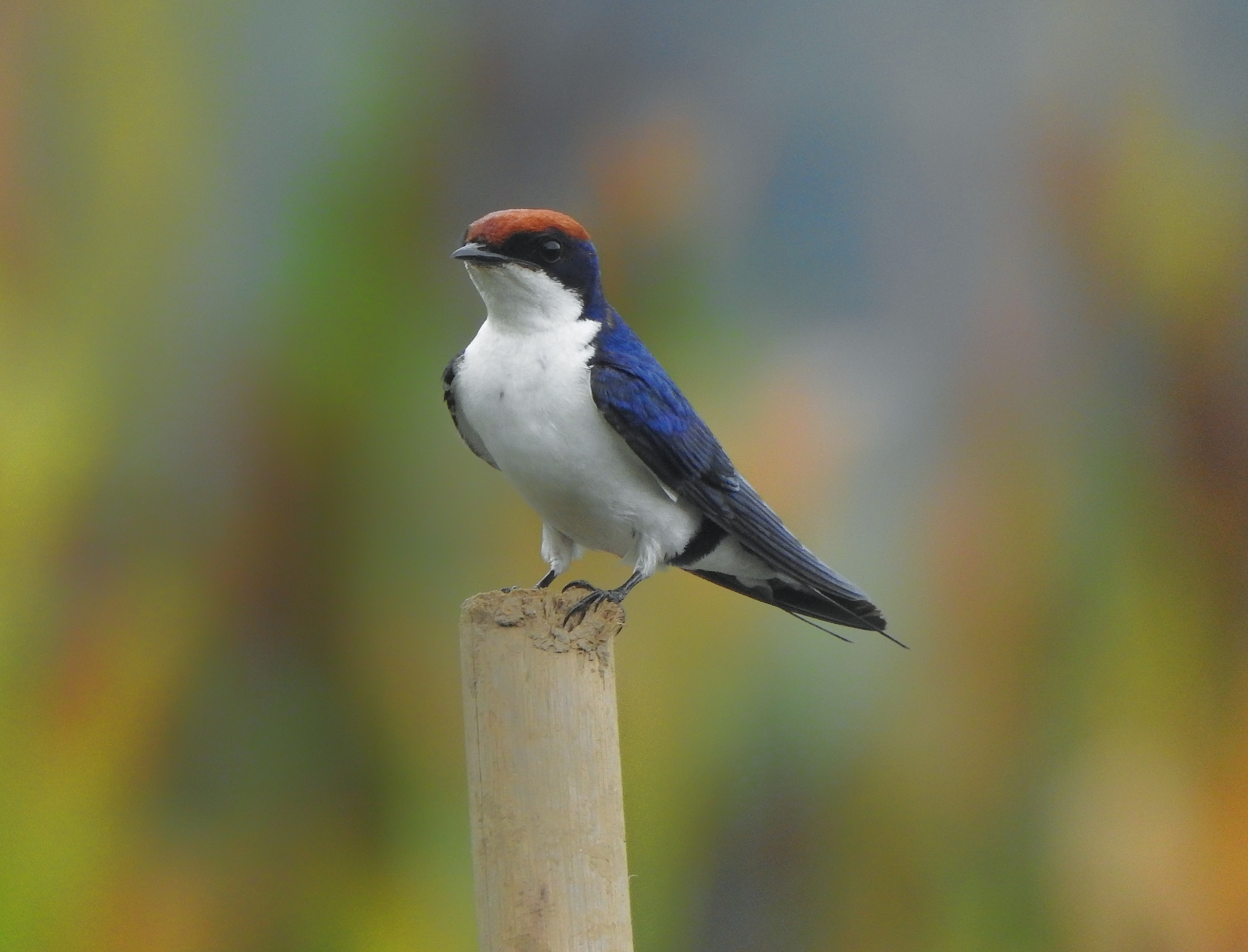
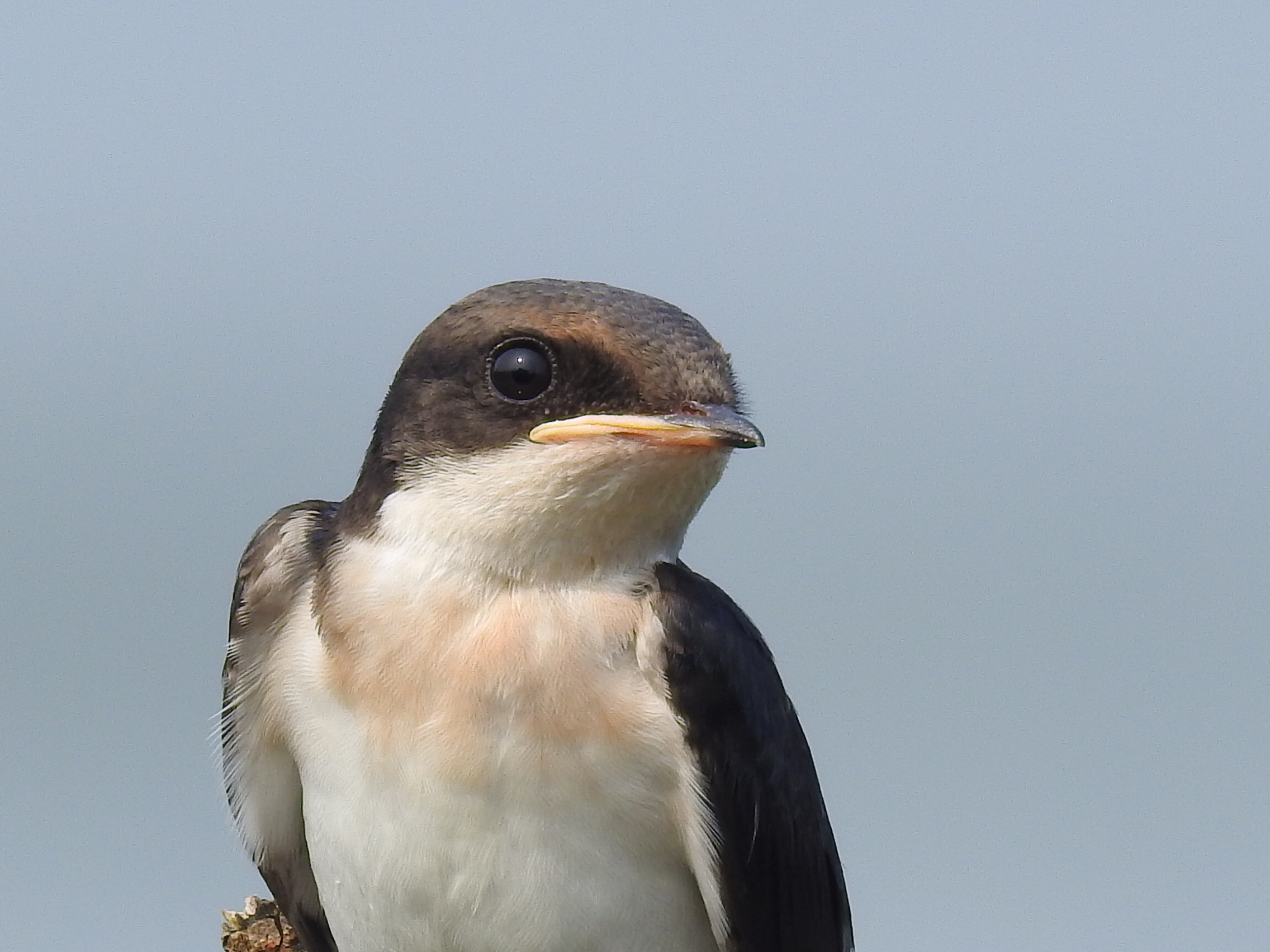
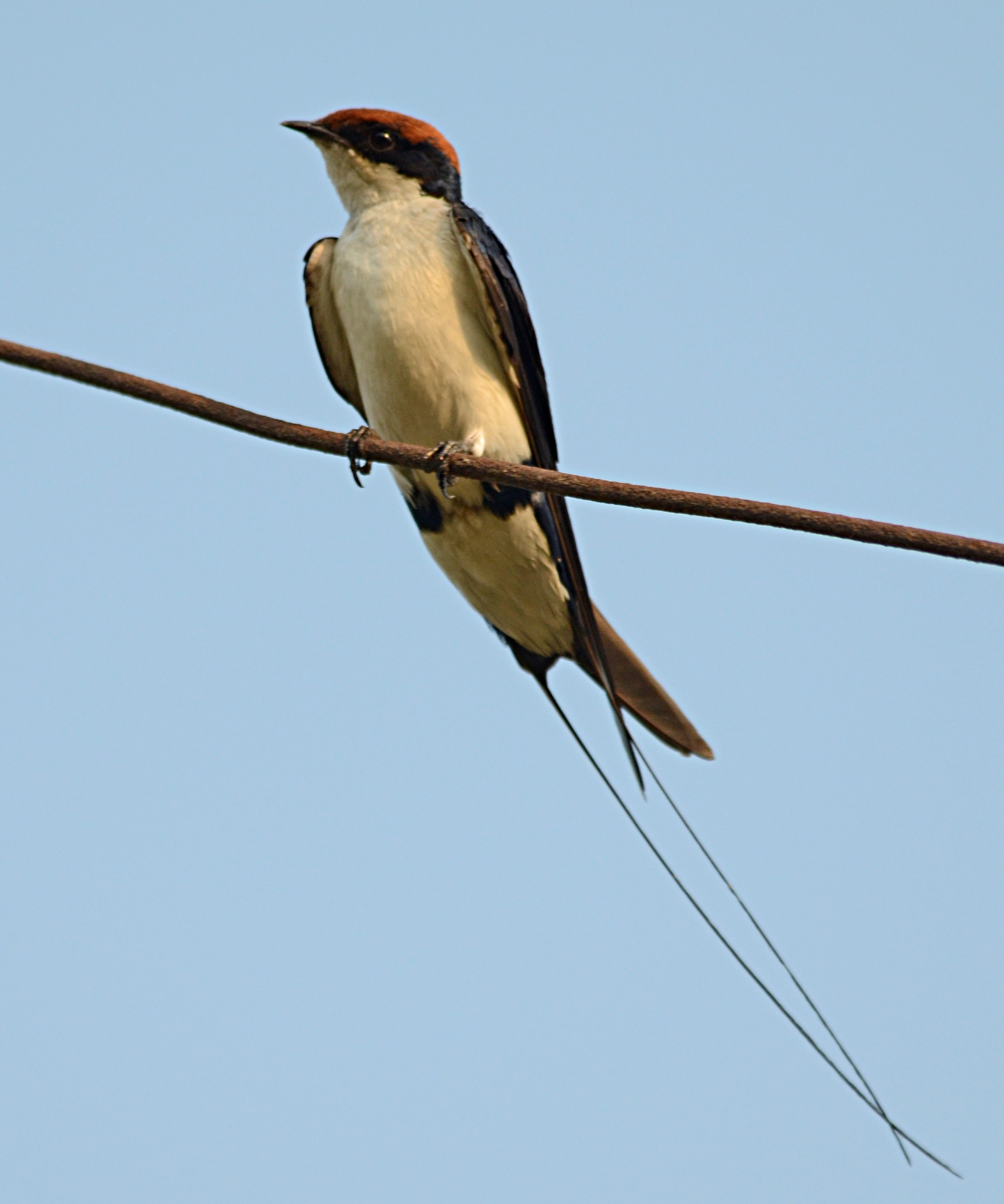
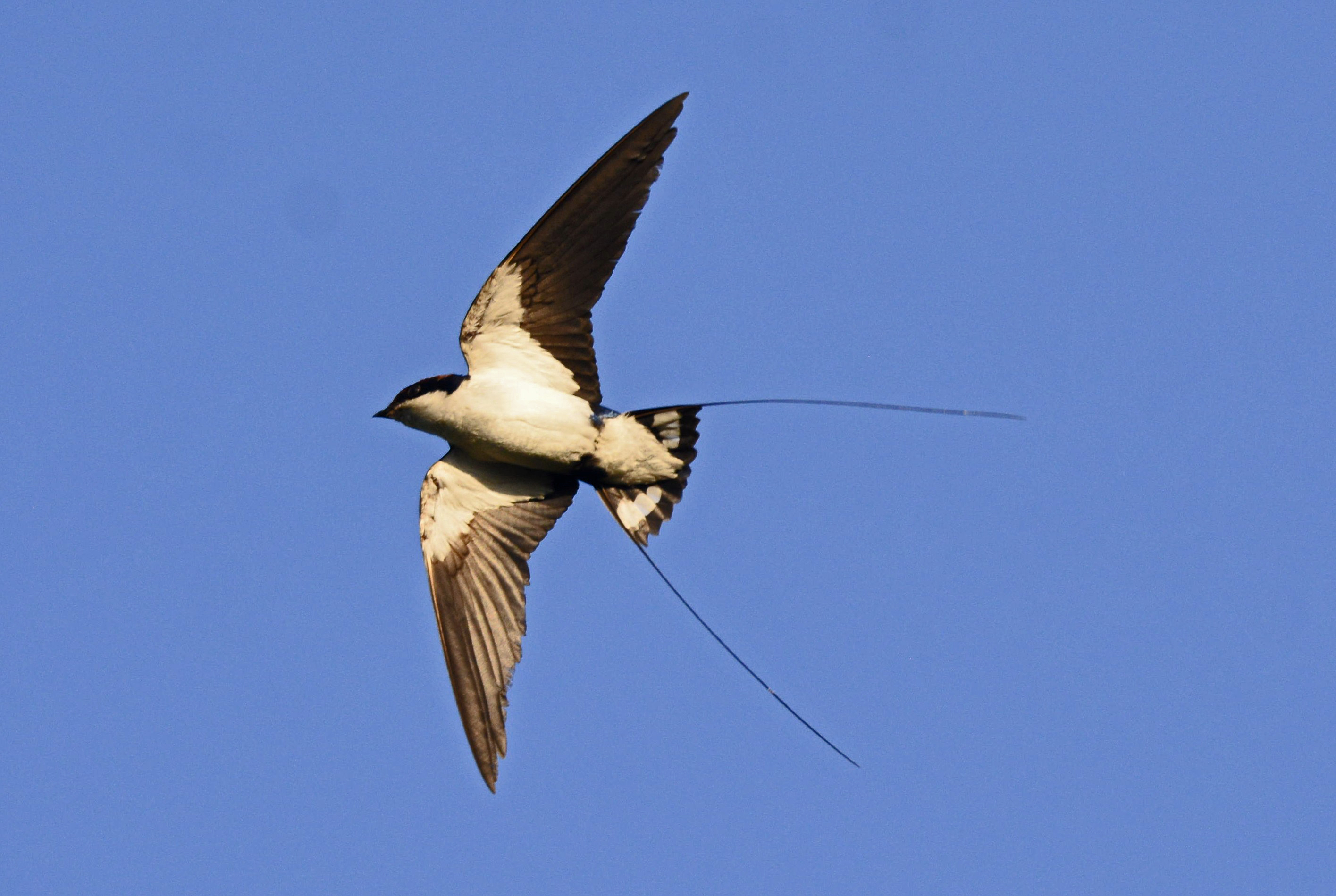